# Боливија на Светском првенству у атлетици на отвореном 2011.
Боливија је учествовала на 13. Светском првенству у атлетици на отвореном 2011. одржаном у Тегу од 27-4. септембра тринаести пут, односно учествовала је на свим првенствима до данас. Репрезентацију Боливије представљало је двоје такмичара (1 мушкарац и 1 жена) који су се такмичили у две дисциплине (1 мушка и 1 женска). , 
На овом првенству Боливија није освојила ниједну медаљу. Није било нових националних рекорда. Постигнут је један лични рекорд сезоне.

## Учесници
| Мушкарци: - Роналд Квиспе — Ходање 20 км | Жене: - Клаудија Балдемара — Ходање 20 км |  |

## Резултати

### Мушкарци
| Атлетичар     | Дисциплина   | Лични рекорд | Група    | Група | Полуфинале | Полуфинале | Финале      | Финале       | Детаљи |
| Атлетичар     | Дисциплина   | Лични рекорд | Резултат | Место | Резултат   | Место      | Резултат    | Место        | Детаљи |
| ------------- | ------------ | ------------ | -------- | ----- | ---------- | ---------- | ----------- | ------------ | ------ |
| Роналд Квиспе | 20 км ходање | 1:25:59.2 НР |          |       |            |            | 1:32:09 ЛРС | 32 / 32 (46) |        |

### Жене
| Атлетичар          | Дисциплина   | Лични рекорд | Квалификације | Квалификације | Полуфинале | Полуфинале | Финале           | Финале           | Детаљи |
| Атлетичар          | Дисциплина   | Лични рекорд | Резултат      | Место         | Резултат   | Место      | Резултат         | Место            | Детаљи |
| ------------------ | ------------ | ------------ | ------------- | ------------- | ---------- | ---------- | ---------------- | ---------------- | ------ |
| Клаудија Балдемара | 20 км ходање | 1:38:47      |               |               |            |            | Дисквалификована | Дисквалификована |        |

Легенда: НР = национални рекорд, ЛР= лични рекорд, ЛРС = Лични рекорд сезоне (најбољи резултат у сезони до почетка првенства), КВ = квалификован (испунио норму), кв = квалификован (према резултату)